# Пітер Моліньє
Пітер Дуглас Моліньє (англ. Peter Douglas Molyneux, нар. 5 травня 1959, Гілфорд, Суррей, Велика Британія) — британський дизайнер і розробник відеоігор. Заснував компанію-розробника відеоігор Bullfrog Productions, а після того, як її купила Electronic Arts, заснував Lionhead Studios, яка, в свою чергу, була куплена Microsoft. Розробник таких відомих ігор та ігрових серій, як Populous, Syndicate, Dungeon Keeper, Theme Park, Theme Hospital, Black & White, The Movies, Fable. Деякі ігри Моліньє стали революційними, оскільки багато із них першими були створені в жанрі симулятора бога.

## Біографія
У 1987 спільно з Ле Едгаром заснували Bullfrog Productions. Моліньє був відповідальним за ряд відомих проєктів, таких як Populous, Theme Park, Magic Carpet і Syndicate.
У серпні 1997 року заснував Lionhead Studios. Популярність студії принесла серія ігор Fable. У 2006 році компанію придбала Microsoft.
У 2012 році покидає Lionhead Studios і стає співзасновником (разом з Тімом Рансом, колишнім працівником Lionhead Studios) незалежної студії з розробки відеоігор 22Cans.

## Ігри

### До Bullfrog
- The Entrepreneur (1984) (дизайнер/програміст)
- Druid 2

### Bullfrog Productions
- Fusion (1987) (дизайнер/програміст)
- Populous (1989) (дизайнер/програміст)
- Powermonger (1990) (дизайнер/програміст)
- Populous II: Trials of the Olympian Gods (1991) (дизайнер/програміст)
- Syndicate (1993) (продюсер)
- Theme Park (1994) (керівник проєкту/провідний програміст)
- Magic Carpet (1994) (виконавчий продюсер)
- Hi-Octane (1995) (виконавчий продюсер)
- Magic Carpet 2 (1996) (дизайнер)
- Genewars (1996)
- Dungeon Keeper (1997) (керівник проєкту/дизайнер)

### Lionhead Studios
- Black & White (2001) (автор/провідний дизайнер/програміст)
- Fable (2004) (дизайнер)
- Fable: The Lost Chapters (2005) (дизайнер)
- The Movies (2005) (виконавчий дизайнер)
- Black & White 2 (2005) (провідний дизайнер)
- The Movies: Stunts & Effects (2006) (виконавчий дизайнер)
- Black & White 2: Battle of the Gods (2006) (провідний дизайнер)
- Fable II (2008) (провідний дизайнер)
- Fable III (2010) (провідний дизайнер)
- Fable: The Journey (2012)

### 22Cans
- Curiosity — What's Inside the Cube? (2012)
- Godus (2014)